# Daniel Timsit
Pour les articles homonymes, voir Timsit.
Daniel Timsit, né le 16 décembre 1928 à Alger et mort le 2 août 2002 à Paris 14e est médecin, il fut militant communiste et au FLN algérien.

## Biographie
Moïse Daniel Timsit naît dans une modeste famille de commerçants judéo-berbères ; son grand-père maternel était grand-rabbin de Constantine.
Exclu du lycée Bugeaud d'Alger, en application de la politique antijuive du régime de Vichy plus poussée qu'en métropole, il  reprend ses études après la prise de contrôle de l'Algérie par les alliés.
En 1951, il s’inscrit en faculté de médecine. 
En 1955, il est l'un des responsables des étudiants communistes d'Alger. Clandestin à partir de mai 1956, il participe au réseau du FLN de Yacef Saadi durant la bataille d'Alger. Il y apporte des compétences d'artificier, selon Pierre  Vidal-Naquet, il « organise pour le FLN un laboratoire d'explosifs qu'il croit destinés au seul maquis ». La politique d'attentats contre les civils est decidée par le FLN. Daniel Timsit conçoit et fabrique les bombes qui explosent au glacier Milk-Bar, au bar Otomatic et à la brasserie du Coq Hardi.
Arrêté en octobre 1956, jugé en mars 1957, il est détenu à El-Harrach puis à Lambèse, puis transféré en France en janvier 1960. Libéré en mai 1962 à Angers, il rentre à Alger en juillet 1962 après la signature des accords d'Évian et le référendum sur l'indépendance de l'Algérie du 1er juillet 1962 (l'Algérie proclame son indépendance le 5 juillet 1962).
Les frères de Daniel Timsit et sa soeur étaient également engagés dans les réseaux de la résistance algérienne.
Il devient médecin et se spécialise en endocrinologie.
Après l'indépendance, Daniel Timsit rencontre Monique Antoine qui voyage en Algérie, ils se marient. Le couple a deux filles, la première née en 1967, la seconde en 1969.
De 1962 à 1965, il collabore aux premiers gouvernements de la nouvelle République algérienne au ministère de l’Agriculture et de la réforme agraire, puis au ministère de l’Industrie.
Il s'exile en France après le coup d'État militaire du 19 juin 1965 et reprend son métier de médecin.
Ses carnets de prison ont été publiés en 2002 : Récits de la longue patience, Flammarion/Bouchène. « Peut-on être à la fois algérien et français ? Oui en définitive » conclut-il en 2002.
Un centre médical porte son nom à Gennevilliers, ville où il a exercé au Centre Médical de Santé de 1966 à 1993, en parallèle à l'exercice de la médecine de ville en cabinet Rue Vieille-du-Temple à Paris 4eme  dans Le Marais.

## Film
- Le film Daniel Timsit, l’Algérien, réalisé par Nasredine Guenifi, lui est consacré[9],[2].

## Théâtre
- "Récits de la longue patience" de Daniel Timsit a été adapté au théâtre en 2002 par la Compagnie Bagages de sable, avec Patrick Michaëlis[10].